# Barbarea longirostris
Barbarea longirostris är en korsblommig växtart som beskrevs av Josef Velenovský. Barbarea longirostris ingår i släktet gyllnar, och familjen korsblommiga växter. IUCN kategoriserar arten globalt som otillräckligt studerad. Inga underarter finns listade i Catalogue of Life.